# T–37 Tweet
A T–37 Tweet sugárhajtású, szubszonikus kiképző repülőgép, melyet az Amerikai Egyesült Államokban fejlesztettek ki az 1950-es években, a repülőgép-vezetés alapszintű elsajátítására. A repülőgép leváltását napjainkban kezdték meg a T–6 Texan légcsavaros kiképző repülőgéppel, az utolsó példányokat 2009-ben vonták ki a rendszerből.
Az A–37 Dragonfly könnyű harci repülőgép, melyet az 1960-as években a vietnámi háború idején, gerillák elleni harcra hoztak létre az alaptípus átalakításával. A repülőgépet Dél-Vietnámon kívül, melynek repülőgépeit később az egyesült Vietnám is alkalmazta, amíg el nem fogytak a repülőgép üzemeltetéséhez szükséges pótalkatrészek, számos latin-amerikai országba is exportálták, itt jelenleg is alkalmazzák őket.

## Külső hivatkozások
- T-37 Tweet A FAS.org típusismertetője
- The Cessna T-37/A-37 – Az Air Vectors típusismertetője